# Q
Q е седемнадесетата буква от латиницата. Тя се среща в много от езиците, използващи латиница – например английски, френски и др. В английския също е седемнадесета по ред. Буквата обозначава различни звуци, като например беззвучната мъжечна преградна съгласна /q/.